# Heinkel He 172
O Heinkel He 172 foi uma aeronave de instrução a jato, construída pela Heinkel, na Alemanha. Foi uma evolução do avião de instrução Heinkel He 72. Apenas duas unidades foram construídas.